# 心のままに (映画)
『心のままに』（原題: Mr. Jones）は、1993年のアメリカ映画。文字通り心のままに行動する躁鬱病患者ジョーンズ氏と女性精神科医との恋を描いた作品。セクシーな二枚目俳優というイメージのリチャード・ギアが新境地に挑んだ。

## ストーリー
ジョーンズ氏は、いつもハイテンションだ。コンサートに行けば、指揮者のあまりの拙さに、自ら舞台に上がりこんで、代わって指揮棒を振るほどだ。そんなジョーンズ氏がある日突然ふさぎこんでしまう。実は、彼は躁鬱病患者だったのだ。

## キャスト
| 役名                             | 俳優                 | 日本語吹替 |
| -------------------------------- | -------------------- | ---------- |
| ジョーンズ氏                     | リチャード・ギア     | 安原義人   |
| エリザベス“リビー”・ボーエン医師 | レナ・オリン         | 一柳みる   |
| キャサリン・ホーランド医師       | アン・バンクロフト   | 沢田敏子   |
| パトリック・シェイ医師           | トム・アーウィン     | 牛山茂     |
| ハワード                         | デルロイ・リンドー   | 辻親八     |
| デヴィッド                       | ブルース・アルトマン | 神谷和夫   |
| アマンダ・チャン                 | ローレン・トム       | 伊藤美紀   |
| スーザン                         | リサ・マルキウィッツ | 日野由利加 |

- 日本語版スタッフ： 演出：蕨南勝之、翻訳：木原たけし、調整：田中和成